# Katalin Rozsnyói
Katalin Sági-Rozsnyói (ur. 20 listopada 1942 w Budapeszcie) – węgierska kajakarka. Srebrna medalistka olimpijska z Meksyku.
Zawody w 1968 były jej jedynymi igrzyskami olimpijskimi. Zdobyła srebrny medal w kajakowej dwójce na dystansie 500 metrów, partnerowała jej Anna Pfeffer.
Jej mąż László Fábián także był kajakarzem i medalistą olimpijskim.